# Hôtel de Mauroy
L'Hôtel de Mauroy est un hôtel particulier situé à Troyes, en France. Il est classé monument historique en 1862.

## Localisation
Situé dans le département français de l'Aube, sur la commune de Troyes.

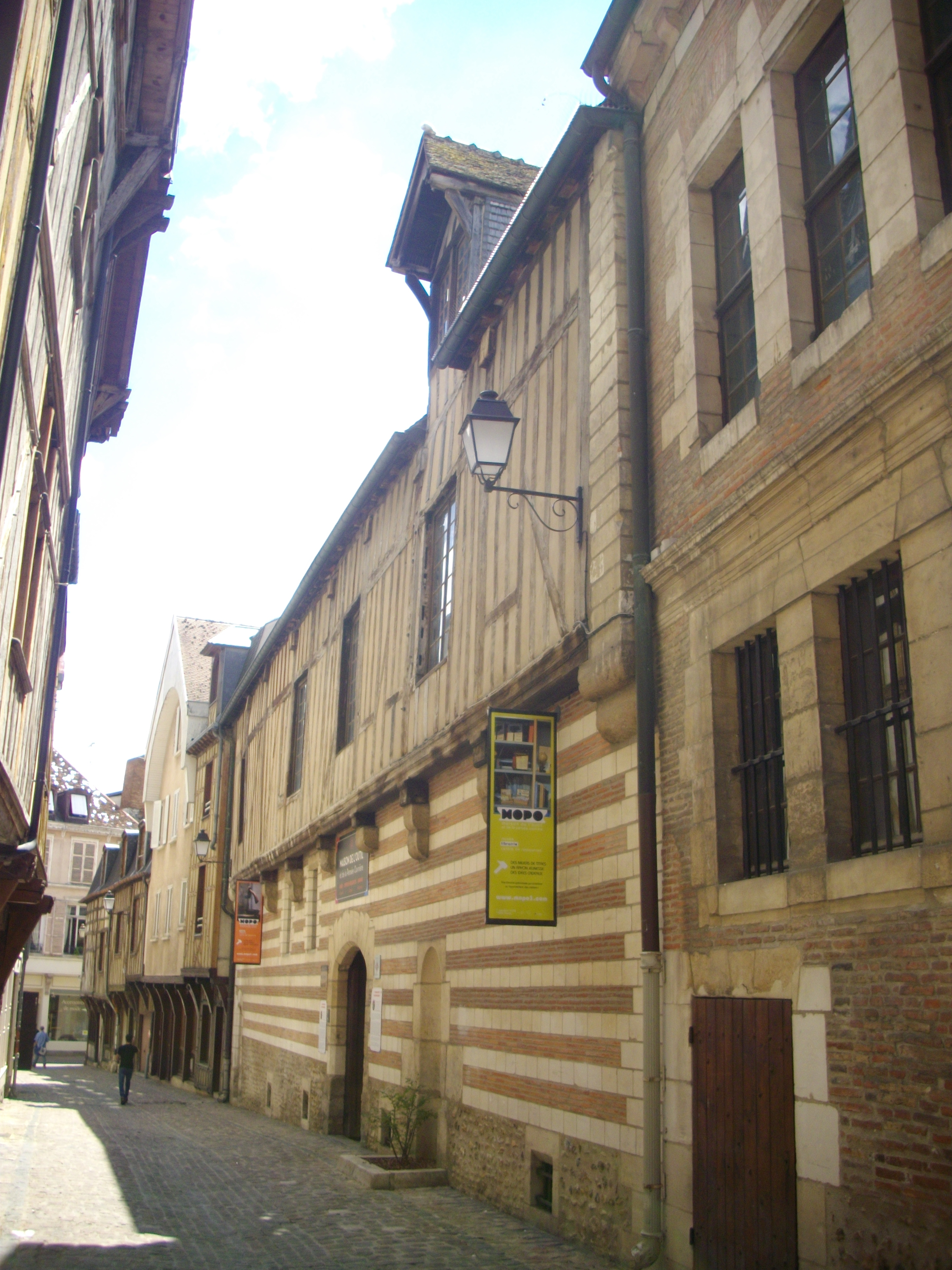
Façade sur rue.

## Historique
Ce bâtiment est construit vers 1550, sur des terrains abandonnés après le grand incendie de 1524, il fut transformé en hôtel particulier au XVIe siècle par Jean de Mauroy, seigneur de Colasverdey, écuyer, contrôleur des tailles et aides du royaume, échevin de Troyes. Avec son époux, Louise De Pleur demandèrent par testament qu'il devienne un orphelinat ; l'orphelinat de la Trinité accueillait des enfants à qui l'on apprenait à faire des « bas de tricots ». Il accueillait des enfants dès 1582 et la chapelle était inaugurée en 1584 par Claude de Baufremont ; il était dirigé par les frères de l'Hôpital de la Rédemption de Paris.
En tant qu'édifice dédié à la bienfaisance, il ne fut pas vendu lors de la Révolution mais versé au patrimoine des hôpitaux. Les enfants furent transportés au Petit-st-Nicolas. 
Au XIXe il fut vendu et devint un bal public, un estaminet, un atelier de draperies, une administration militaire, puis enfin siège d'un journal local.

## Musée
La ville de Troyes acquit l'hôtel en 1966 et le confia aux Compagnons du Devoir qui entreprirent sa restauration dans les règles de l'art. Il accueille dorénavant la Maison de l'outil et de la pensée ouvrière, qui est le plus grand musée d'outils de façonnage au monde.

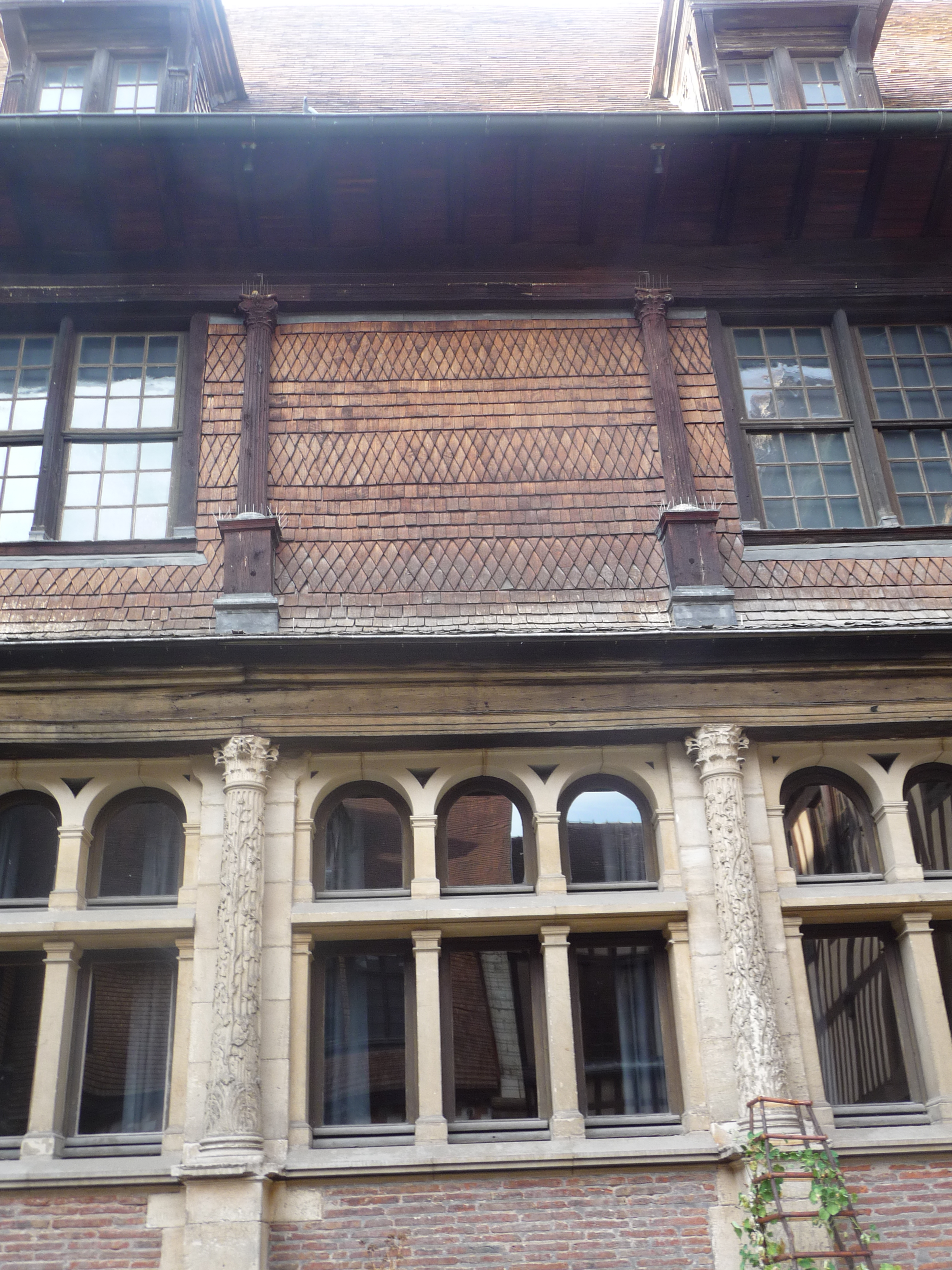
fenêtres et pilastres,
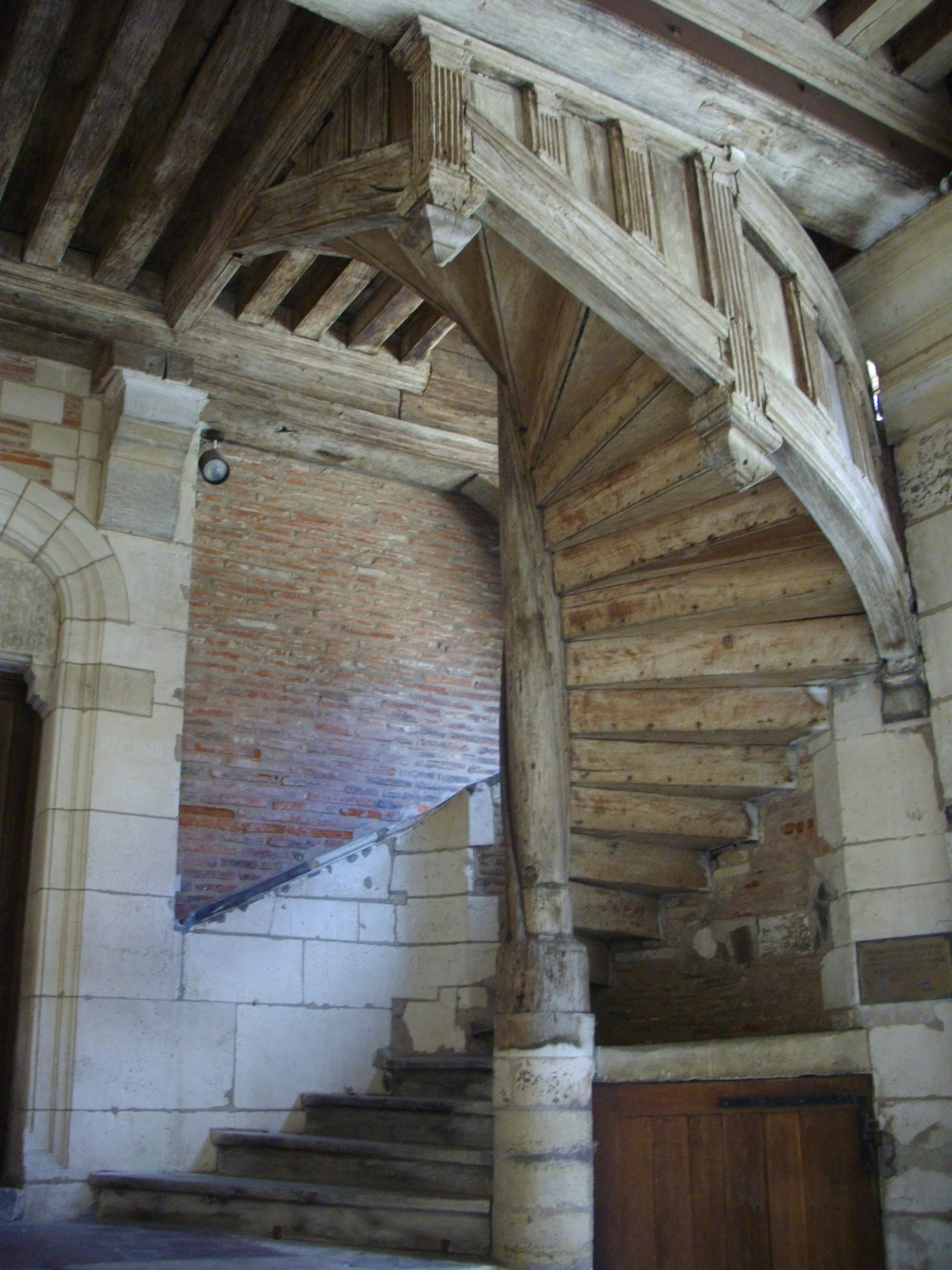
escalier,
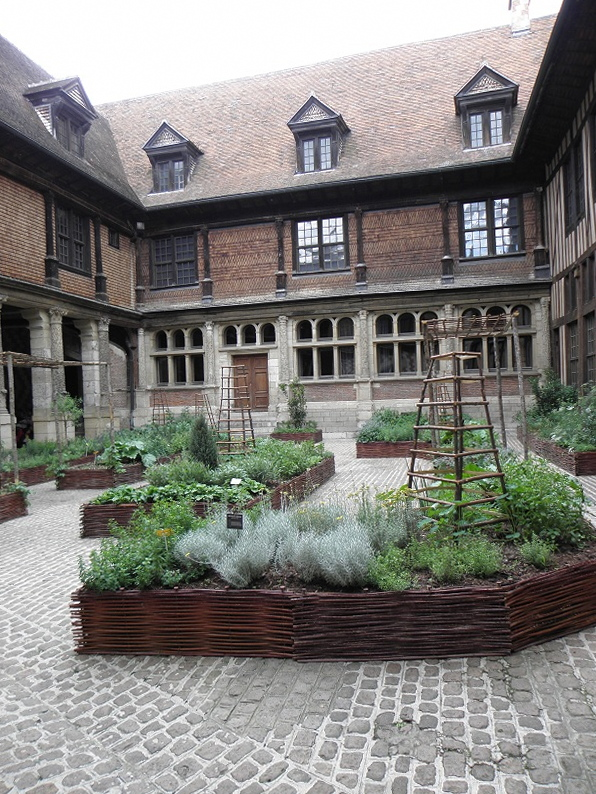
cour.

## Philatélie
- Hôtel de Mauroy, timbre-poste dessiné par Roland Irolla et gravé par Jacques Combert, 13 mai 1978[3].